# Smithville (New Jersey)
Smithville – jednostka osadnicza w Stanach Zjednoczonych, w stanie New Jersey, w hrabstwie Atlantic.